# Pseudo-wire
 (juillet 2012).
Si vous disposez d'ouvrages ou d'articles de référence ou si vous connaissez des sites web de qualité traitant du thème abordé ici, merci de compléter l'article en donnant les références utiles à sa vérifiabilité et en les liant à la section « Notes et références ».
Dans les réseaux informatique et les télécommunications, un pseudowire (ou pseudo-wire) est une émulation d'une connexion point a point sur un réseau a commutation de paquets (PSN).
Le pseudowire émule le fonctionnement d'un "cable transparent" portant le service, mais on se rend compte que cette émulation sera rarement parfaite. Le service passant sur le pseudowire peut être l'Asynchronous Transfert Mode (ATM), Frame Relay, Ethernet ou Time-division multiplexing (TDM), tandis que le réseau de paquets peut être Multiprotocol Label Switching (MPLS), le protocole Internet (IPv4 ou IPv6), ou Layer 2 Tunneling Protocol Version 3 (L2TPv3).
Les premières spécifications de pseudowire ont été le draft Martini pour les pseudowires ATM, et la draft TDMoIP pour le transport de E1/T1 sur IP.
En 2001, l'Internet Engineering Task Force (IETF) a mis en place le groupe de travail PWE3, qui a été chargé de développer une architecture de pseudowire edge-to-edge pour les fournisseurs de services, et de fournir les documents de spécification détaillant les techniques d'encapsulation. D'autres organismes de normalisation, y compris l'Union internationale des télécommunications (UIT) et le Forum de l'MFA, sont également actives dans la production de normes et d'accords d'implémentation pour les pseudowires.